# Transcripción fonética del español con el Alfabeto Fonético Internacional
El Alfabeto Fonético Internacional (AFI o IPA por sus siglas en inglés) es el sistema de transcripción fonética más ampliamente usado y de más antigua utilización en el mundo, por ser especialmente adecuado para transcribir cualquier lengua en el mundo de habla hispana. Sin embargo, aún no está muy empleado, echándose mano tradicionalmente del Alfabeto de la Revista Española de Filología, propuesto por Tomás Navarro Tomás en 1915. [cita requerida]
Se muestran los símbolos del AFI empleados para una correcta transcripción fonética y fonológica del español. Para ello se toma como base la pronunciación del español estándar, haciendo referencia a las pronunciaciones de las mayores variantes diatópicas del español; las variedades castellana septentrional (incluidas las subvariantes septentrionales y de transición; riojana, aragonesa, castellano de los territorios catalanohablantes, castellano de los territorios vascófonos y
castellano de Galicia), castellana meridional (incluidas las subvariantes meridionales; andaluza, murciana y extremeña) y canaria en España, y las variedades caribeña, mexicano-centroamericana, andina, chilena y rioplatense en América, si bien no existe un consenso o clasificación fija para las variantes americanas.

## Consonantes
No todas las variedades de español tienen el mismo número de fonemas. En la mayoría de variedades se distinguen al menos 18 fonemas consonánticos, mientras que algunas variedades (como la variedad castellana) pueden llegar a presentar más fonemas al incluir /θ/ y /ʎ/, este último también presente en Bolivia, Paraguay y zonas de Colombia, Ecuador, Perú, Argentina o Chile, en gran parte por influencia de lenguas americanas (como el aimara o las lenguas quechuas). Las distintas variedades del español pueden añadir fonemas consonánticos como vocálicos, debido sobre todo a la influencia de otra lengua o a un sustrato lingüístico más intenso; como los fonemas /ʃ/, /ʦ/ y /t͡ɬ/ del español mexicano-centroamericano. Otras variedades pueden permutar fonemas;  /ʝ̞/ y /ʎ/ → /ʒ/ o /ʃ/ en el español rioplatense, /r/ → /ʐ/ en el español andino, siendo fonemas dialectales y no variantes alofónicas. Cada uno de los fonemas del español puede ser articulado de modo ligeramente diferente según los fonemas adyacentes, esas variantes son clasificadas dentro de diversos alófonos o articulaciones del mismo tipo según los rasgos articulatorios. En la discusión siguiente es conveniente recordar la diferencia existente entre fonema (conjunto equivalente de sonidos los cuales son distintivos) y alófono (realización o sonido de un fonema en una determinada posición concreta el cual no es fonémico ni distintivo). Un rasgo común en todas las variantes diatópicas del español es la articulación de un número muy elevado de alófonos.
La siguiente tabla reproduce una lista exhaustiva de los fonemas y alófonos consonánticos que aparecen en las diversas variedades de español. Estos alófonos se clasifican según el modo de articulación, el punto de articulación, y el modo de fonación o sonoridad. En la tabla son indicados los fonemas del español estándar en negrita, los fonemas y alófonos que no aparecen en todas las variedades de español son indicados entre paréntesis (). Asimismo, los fonemas son representados entre barras oblicuas // (transcripción fonológica) y los alófonos entre corchetes [] (transcripción fonética):
| consonantes            |                       |                       |                       |                       |                       |                       |                       |                       |                       |                       |                       |                       |                       |                       |                       |                       |                       |                       |                       |                       |                       |                       |                       |                       |                       |                       |
| Modo de articulación   | Punto de articulación | Punto de articulación | Punto de articulación | Punto de articulación | Punto de articulación | Punto de articulación | Punto de articulación | Punto de articulación | Punto de articulación | Punto de articulación | Punto de articulación | Punto de articulación | Punto de articulación | Punto de articulación | Punto de articulación | Punto de articulación | Punto de articulación | Punto de articulación | Punto de articulación | Punto de articulación | Punto de articulación | Punto de articulación | Punto de articulación | Punto de articulación | Punto de articulación | Punto de articulación |
| Modo de articulación   | Bilabial              | Bilabial              | Labiodental           | Labiodental           | Dental                | Dental                | Interdental           | Interdental           | Alveolar              | Alveolar              | Postalveolar          | Postalveolar          | Retrofleja            | Retrofleja            | Palatal               | Palatal               | Velar                 | Velar                 | Uvular                | Uvular                | Glotal                | Glotal                |                       |                       |                       |                       |
| Consonantes pulmónicas |                       |                       |                       |                       |                       |                       |                       |                       |                       |                       |                       |                       |                       |                       |                       |                       |                       |                       |                       |                       |                       |                       |                       |                       |                       |                       |
| Oclusiva               | p                     | b                     |                       |                       | t                     | d                     |                       |                       |                       |                       |                       |                       |                       |                       |                       |                       | k                     | g                     |                       |                       |                       |                       |                       |                       |                       |                       |
| Africada               |                       |                       |                       |                       |                       |                       |                       |                       | (t͡s)                  | (t͡ɬ)                  | t͡ʃ                    | (d̠͡ʒ)                  |                       |                       |                       | ɟ͡ʝ                    |                       |                       |                       |                       |                       |                       |                       |                       |                       |                       |
| Fricativa              | (ɸ)                   |                       | f                     | v                     |                       |                       | (θ)                   | (ð)                   | s                     | z                     | (ʃ)                   | (ʒ)                   |                       | (ʐ)                   | (ç)                   | ʝ                     |                       | x                     |                       | (χ)                   | (ʁ)                   | (h)                   |                       |                       |                       |                       |
| Aproximante            |                       | β̞                     |                       |                       |                       |                       |                       | ð̞                     |                       | (ɹ)                   |                       |                       |                       | (ɻ)                   |                       | j                     | w                     | ɣ̞/ɰ                   |                       |                       |                       |                       |                       |                       |                       |                       |
| Vibrante múltiple      |                       |                       |                       |                       |                       |                       |                       |                       |                       | r                     |                       |                       |                       |                       |                       |                       |                       |                       |                       |                       |                       |                       |                       |                       |                       |                       |
| Vibrante simple        |                       |                       |                       |                       |                       |                       |                       |                       |                       | ɾ                     |                       |                       |                       | (ɽ)                   |                       |                       |                       |                       |                       |                       |                       |                       |                       |                       |                       |                       |
| Aproximante lateral    |                       |                       |                       |                       |                       | l̪                     |                       | (l̟)                   |                       | l (ɫ)                 |                       | lʲ                    |                       | (ɭ)                   |                       | (ʎ)                   |                       | ʟ                     |                       |                       |                       |                       |                       |                       |                       |                       |
| Nasal                  |                       | m                     |                       | ɱ                     |                       | n̪                     |                       | (n̟)                   |                       | n                     |                       | nʲ                    |                       | (ɳ)                   |                       | ɲ                     |                       | ŋ                     |                       | (ɴ)                   |                       |                       |                       |                       |                       |                       |

### Alófonos universales
En la tabla anterior algunos sonidos se dan en todas las variedades de español sin excepción. Algunos de estos alófonos pueden aparecer en cualquier posición (distribución no restringida) mientras que algunos son variantes posicionales que solo aparecen en ciertas posiciones de las palabras (distribución restringida). La siguiente tabla recoge los fonemas universales del español así como sus variantes posicionales:
| Grafía común | p   | b, v | b, v | t   | d   | d   | c, k, qu- | g, gu(e/i) | g, gu(e/i) | ch  | f   | f   | s   | s   | j, g | gui-, hi-, y- | gui-, hi-, y- | hu-, w-, gu(a/o/u), gü(e/i) | l   | l   | l   | rr  | r   | m   | n   | n   | n   | n   | n   | n   | ñ   |
| Fonema       | /p/ | /B/  | /B/  | /t/ | /D/ | /D/ | /k/       | /G/        | /G/        | /ʧ/ | /f/ | /f/ | /s/ | /s/ | /x/  | /Y/           | /Y/           | /w/                         | /l/ | /l/ | /l/ | /r/ | /ɾ/ | /m/ | /n/ | /n/ | /n/ | /n/ | /n/ | /n/ | /ɲ/ |
| Alófonos     | p   | b    | β̞    | t   | d   | ð̞   | k         | g          | ɣ̞          | ʧ   | f   | v~f̬ | s   | z~s̬ | x    | ʝ̞             | ɟ͡ʝ̞            | w                           | l   | l̪   | lʲ  | r   | ɾ   | m   | n   | m   | ɱ   | n̪   | nʲ  | ŋ   | ɲ   |

Los contextos de aparición son:
- Los fonemas /B, D, G, Y/ tienen varios alófonos:
  - El contexto más frecuente de estos fonemas es entre sonidos continuantes donde suenan como aproximantes [β̞, ð̞, ɣ̞, ʝ̞].
  - Los alófonos [b, d, g] como realización tras nasal o en pausa absoluta
  - /B, D, G/, en final de palabra o sílaba seguida de sorda (solo en cultismos como subsistir, adscrito, examen y préstamos) en algunos dialectos se eliden o geminan la consonante adyacente (como en [sus:isˈtiɾ], [asːˈkɾito], [eˈsːamen]) en otros suenan como [p, t, k].

### Alófonos regionales
La siguiente tabla recoge fonemas y alófonos regionales del español así como sus variantes posicionales:
| Grafía común | sb   | c, z | c, z | sd   | g   | g   | ch  | ch  | ch  | ch  | s   | s   | s   | j   | j   | j   | h   | y-  | y-  | l   | l   | l   | ll  | rr  | rr  | rr  | r   | r   | r   | -n  | -n  |
| Fonema       | /sB/ | /θ/  | /θ/  | /sD/ | /G/ | /G/ | /ʧ/ | /ʧ/ | /ʧ/ | /ʧ/ | /s/ | /s/ | /s/ | /x/ | /x/ | /x/ | /h/ | /Y/ | /Y/ | /l/ | /l/ | /l/ | /ʎ/ | /r/ | /r/ | /r/ | /ɾ/ | /ɾ/ | /ɾ/ | /n/ | /n/ |
| Alófonos     | ɸ    | θ    | ð~θ̬  | ð    | x   | ɰ   | ʃ   | ʤ   | ʦ   | c   | s̪̺   | s̻   | h   | χ   | h   | ç   | h   | ʃ   | ʒ   | l̟   | ɫ   | ɭ   | ʎ   | ʐ   | ɻ   | ʁ~χ | ɻ   | ʐ   | ɽ   | n̟   | ɴ   |

### Ejemplos sonoros
| IPA  | Serie de muestra                                                               | Archivo de sonido |
| ---- | ------------------------------------------------------------------------------ | ----------------- |
| [p]  | pozo; topo; vas a pescar                                                       |                   |
| [b]  | bestia; ámbar; vaca; calvo; sin billete; sin vestido                           |                   |
| [β̞]  | bebé; ¡pobre bebé!; ¡viva!; vamos a ver; cuervo                                |                   |
| [t]  | tamiz; átomo; para ti                                                          |                   |
| [d]  | dado; cuando; con dulzura                                                      |                   |
| [ð̞]  | dado; Madrid; dad; comed; partido; arder                                       |                   |
| [k]  | caña; laca; quisimos; de Córcega                                               |                   |
| [ɡ]  | gato; lengua; guerra; dan golosinas                                            |                   |
| [ɣ̞]  | trigo; Argos; jugar; trasgo; va a ganar; las garras                            |                   |
| [t͡ʃ] | chubasco; acechar                                                              |                   |
| [d͡ʒ] | inyección; en llamas; sin yoyó                                                 |                   |
| [ɟ͡ʝ] | ¡ya!; llamar; comen yogur                                                      |                   |
| [ʝ̞]  | yo ya voy; poyo; pollo; vas a llamar                                           |                   |
| [f]  | fase; café; para financiar                                                     |                   |
| [v]  | Afganistán; Dafne; rosbif de ternera                                           |                   |
| [θ]  | cereza; zorro; lazo; paz; voy a cerrar                                         |                   |
| [ð]  | portazgo; paz ganada; haz ramos; hazlo; hazme el trabajo                       |                   |
| [s]  | saco; casa; puertas; de sobra                                                  |                   |
| [z]  | Israel; isla; es mía; sabes la última                                          |                   |
| [x]  | jamón; general; la gente, carcaj, boj                                          |                   |
| [χ]  | juntar; rugir; bruja; hijo                                                     |                   |
| [r]  | raro; perro                                                                    |                   |
| [ɾ]  | raro; pero; bravo; tronco; amor; comer                                         |                   |
| [l]  | lino; calor; el sabio                                                          |                   |
| [l̪]  | caldo; alto; el duelo; mal trabajo                                             |                   |
| [lʲ] | colcha; salchicha; el chico; el ñu; el yoyó; el llavero                        |                   |
| [ʎ]  | Valla; calle; Llivia; llorar; lluvia                                           |                   |
| [m]  | madre; comer; voy a Málaga                                                     |                   |
| [ɱ]  | anfibio; enfilar; un ánfora; un fanfarrón                                      |                   |
| [n]  | nido; anillo; enroscar; consejo; cúrate en salud; sin radio; sin agua          |                   |
| [n̟]  | pinza; ponzoña; sin zapatos; danzad; con cereales; son cerezas                 |                   |
| [n̪]  | donde; cuanto; comen tiramisú; vienen de jugar                                 |                   |
| [nʲ] | concha; panchitos; allí pastan ñúes; vienen ya; anuncian lluvia; vienen chinos |                   |
| [ŋ]  | cinco; venga; ángel; sobran jamones; traen cántaras; con ganas                 |                   |
| [ɲ]  | ñoquis; cabaña                                                                 |                   |

## Vocales
| Vocales                                                       |                                                                     |                                                                     |                                                                     |                                                                     |                                                                     |
|                                                               |                                                                     |                                                                     |                                                                     |                                                                     |                                                                     |
|                                                               | Anterior                                                            | Semiant.                                                            | Central                                                             | Semipost.                                                           | Posterior                                                           |
| Cerrada                                                       | \| i (ĩ) u (ũ) (ɪ̝) (ʊ̝) (e) (o) e̞ (ẽ̞) (ə̥) o̞ (õ̞) (ɛ) (ɔ) (æ̞) a̠ (ã̠) \| | \| i (ĩ) u (ũ) (ɪ̝) (ʊ̝) (e) (o) e̞ (ẽ̞) (ə̥) o̞ (õ̞) (ɛ) (ɔ) (æ̞) a̠ (ã̠) \| | \| i (ĩ) u (ũ) (ɪ̝) (ʊ̝) (e) (o) e̞ (ẽ̞) (ə̥) o̞ (õ̞) (ɛ) (ɔ) (æ̞) a̠ (ã̠) \| | \| i (ĩ) u (ũ) (ɪ̝) (ʊ̝) (e) (o) e̞ (ẽ̞) (ə̥) o̞ (õ̞) (ɛ) (ɔ) (æ̞) a̠ (ã̠) \| | \| i (ĩ) u (ũ) (ɪ̝) (ʊ̝) (e) (o) e̞ (ẽ̞) (ə̥) o̞ (õ̞) (ɛ) (ɔ) (æ̞) a̠ (ã̠) \| |
| Casi cerrada                                                  | \| i (ĩ) u (ũ) (ɪ̝) (ʊ̝) (e) (o) e̞ (ẽ̞) (ə̥) o̞ (õ̞) (ɛ) (ɔ) (æ̞) a̠ (ã̠) \| | \| i (ĩ) u (ũ) (ɪ̝) (ʊ̝) (e) (o) e̞ (ẽ̞) (ə̥) o̞ (õ̞) (ɛ) (ɔ) (æ̞) a̠ (ã̠) \| | \| i (ĩ) u (ũ) (ɪ̝) (ʊ̝) (e) (o) e̞ (ẽ̞) (ə̥) o̞ (õ̞) (ɛ) (ɔ) (æ̞) a̠ (ã̠) \| | \| i (ĩ) u (ũ) (ɪ̝) (ʊ̝) (e) (o) e̞ (ẽ̞) (ə̥) o̞ (õ̞) (ɛ) (ɔ) (æ̞) a̠ (ã̠) \| | \| i (ĩ) u (ũ) (ɪ̝) (ʊ̝) (e) (o) e̞ (ẽ̞) (ə̥) o̞ (õ̞) (ɛ) (ɔ) (æ̞) a̠ (ã̠) \| |
| Semicerrada                                                   | \| i (ĩ) u (ũ) (ɪ̝) (ʊ̝) (e) (o) e̞ (ẽ̞) (ə̥) o̞ (õ̞) (ɛ) (ɔ) (æ̞) a̠ (ã̠) \| | \| i (ĩ) u (ũ) (ɪ̝) (ʊ̝) (e) (o) e̞ (ẽ̞) (ə̥) o̞ (õ̞) (ɛ) (ɔ) (æ̞) a̠ (ã̠) \| | \| i (ĩ) u (ũ) (ɪ̝) (ʊ̝) (e) (o) e̞ (ẽ̞) (ə̥) o̞ (õ̞) (ɛ) (ɔ) (æ̞) a̠ (ã̠) \| | \| i (ĩ) u (ũ) (ɪ̝) (ʊ̝) (e) (o) e̞ (ẽ̞) (ə̥) o̞ (õ̞) (ɛ) (ɔ) (æ̞) a̠ (ã̠) \| | \| i (ĩ) u (ũ) (ɪ̝) (ʊ̝) (e) (o) e̞ (ẽ̞) (ə̥) o̞ (õ̞) (ɛ) (ɔ) (æ̞) a̠ (ã̠) \| |
| Media                                                         | \| i (ĩ) u (ũ) (ɪ̝) (ʊ̝) (e) (o) e̞ (ẽ̞) (ə̥) o̞ (õ̞) (ɛ) (ɔ) (æ̞) a̠ (ã̠) \| | \| i (ĩ) u (ũ) (ɪ̝) (ʊ̝) (e) (o) e̞ (ẽ̞) (ə̥) o̞ (õ̞) (ɛ) (ɔ) (æ̞) a̠ (ã̠) \| | \| i (ĩ) u (ũ) (ɪ̝) (ʊ̝) (e) (o) e̞ (ẽ̞) (ə̥) o̞ (õ̞) (ɛ) (ɔ) (æ̞) a̠ (ã̠) \| | \| i (ĩ) u (ũ) (ɪ̝) (ʊ̝) (e) (o) e̞ (ẽ̞) (ə̥) o̞ (õ̞) (ɛ) (ɔ) (æ̞) a̠ (ã̠) \| | \| i (ĩ) u (ũ) (ɪ̝) (ʊ̝) (e) (o) e̞ (ẽ̞) (ə̥) o̞ (õ̞) (ɛ) (ɔ) (æ̞) a̠ (ã̠) \| |
| Semiabierta                                                   | \| i (ĩ) u (ũ) (ɪ̝) (ʊ̝) (e) (o) e̞ (ẽ̞) (ə̥) o̞ (õ̞) (ɛ) (ɔ) (æ̞) a̠ (ã̠) \| | \| i (ĩ) u (ũ) (ɪ̝) (ʊ̝) (e) (o) e̞ (ẽ̞) (ə̥) o̞ (õ̞) (ɛ) (ɔ) (æ̞) a̠ (ã̠) \| | \| i (ĩ) u (ũ) (ɪ̝) (ʊ̝) (e) (o) e̞ (ẽ̞) (ə̥) o̞ (õ̞) (ɛ) (ɔ) (æ̞) a̠ (ã̠) \| | \| i (ĩ) u (ũ) (ɪ̝) (ʊ̝) (e) (o) e̞ (ẽ̞) (ə̥) o̞ (õ̞) (ɛ) (ɔ) (æ̞) a̠ (ã̠) \| | \| i (ĩ) u (ũ) (ɪ̝) (ʊ̝) (e) (o) e̞ (ẽ̞) (ə̥) o̞ (õ̞) (ɛ) (ɔ) (æ̞) a̠ (ã̠) \| |
| Casi abierta                                                  | \| i (ĩ) u (ũ) (ɪ̝) (ʊ̝) (e) (o) e̞ (ẽ̞) (ə̥) o̞ (õ̞) (ɛ) (ɔ) (æ̞) a̠ (ã̠) \| | \| i (ĩ) u (ũ) (ɪ̝) (ʊ̝) (e) (o) e̞ (ẽ̞) (ə̥) o̞ (õ̞) (ɛ) (ɔ) (æ̞) a̠ (ã̠) \| | \| i (ĩ) u (ũ) (ɪ̝) (ʊ̝) (e) (o) e̞ (ẽ̞) (ə̥) o̞ (õ̞) (ɛ) (ɔ) (æ̞) a̠ (ã̠) \| | \| i (ĩ) u (ũ) (ɪ̝) (ʊ̝) (e) (o) e̞ (ẽ̞) (ə̥) o̞ (õ̞) (ɛ) (ɔ) (æ̞) a̠ (ã̠) \| | \| i (ĩ) u (ũ) (ɪ̝) (ʊ̝) (e) (o) e̞ (ẽ̞) (ə̥) o̞ (õ̞) (ɛ) (ɔ) (æ̞) a̠ (ã̠) \| |
| Abierta                                                       | \| i (ĩ) u (ũ) (ɪ̝) (ʊ̝) (e) (o) e̞ (ẽ̞) (ə̥) o̞ (õ̞) (ɛ) (ɔ) (æ̞) a̠ (ã̠) \| | \| i (ĩ) u (ũ) (ɪ̝) (ʊ̝) (e) (o) e̞ (ẽ̞) (ə̥) o̞ (õ̞) (ɛ) (ɔ) (æ̞) a̠ (ã̠) \| | \| i (ĩ) u (ũ) (ɪ̝) (ʊ̝) (e) (o) e̞ (ẽ̞) (ə̥) o̞ (õ̞) (ɛ) (ɔ) (æ̞) a̠ (ã̠) \| | \| i (ĩ) u (ũ) (ɪ̝) (ʊ̝) (e) (o) e̞ (ẽ̞) (ə̥) o̞ (õ̞) (ɛ) (ɔ) (æ̞) a̠ (ã̠) \| | \| i (ĩ) u (ũ) (ɪ̝) (ʊ̝) (e) (o) e̞ (ẽ̞) (ə̥) o̞ (õ̞) (ɛ) (ɔ) (æ̞) a̠ (ã̠) \| |
| i (ĩ) u (ũ) (ɪ̝) (ʊ̝) (e) (o) e̞ (ẽ̞) (ə̥) o̞ (õ̞) (ɛ) (ɔ) (æ̞) a̠ (ã̠) |                                                                     |                                                                     |                                                                     |                                                                     |                                                                     |

Notas:
- Debe notarse que la e y la o españolas son medias. A diferencia del resto de las lenguas romances (excepto el rumano), el español tanto de América como de la España castellanoparlante carece de e y o semicerradas y semiabiertas como rasgo distintivo, por lo que los pares opositivos [e] / [ɛ] y [o] / [ɔ] (abierta/cerrada) confluyen en /e̞/ o /ɛ̝/ y en /o̞/ u /ɔ̝/ respectivamente, que son medias (ni cerradas ni abiertas), siendo este uno de los principales rasgos fonéticos del español, compartido con lenguas como el japonés, el rumano o el griego moderno. Por ende se han de utilizar los diacríticos, [ ̞ ] y [ ̝ ], ya que no existe un símbolo intermedio de [ɛ] y [e] como de [ɔ] y [o]. Sin embargo, las vocales medias españolas /e̞/ o /ɛ̝/ y /o̞/ u /ɔ̝/, tienden a abrirse y cerrarse dependiendo de la consonante que las traben, dando como resultado los alófonos [e], [ɛ], [o] y [ɔ]; siendo un rasgo no distintivo para los hispanohablantes, pero común en todas las zonas donde se habla el español.

- Todas las vocales se nasalizan ligeramente en español cuando traban sílaba con consonante nasal o cuando se sitúan entre dos consonantes nasales libres, incluso en fonética sintáctica. Sin embargo, no es un rasgo distintivo como lo es en francés y en portugués. Esta nasalización es más marcada en hablas del sur y el noroeste de España, del Caribe, en zonas del norte de México y en ciertas hablas del sur de los Estados Unidos; ya que las consonantes nasales, /m/ y /n/, o bien se enmudecen o bien se neutralizan velarizándose, [ŋ]. Las vocales nasalizadas españolas son [ã̠], [ẽ̞], [ĩ], [õ̞], [ũ].

- La a española es central (como el de todas las lenguas romances), por lo que debe transcribirse con el diacrítico de centralización [ä] o [a̠].

- La a tónica de todo el dominio lingüístico español se velariza ligeramente [aˠ] en contacto con consonante velar y ante la vocal u y o.

- La a tónica de todo el dominio lingüístico español también se palataliza ligeramente [aʲ] ante consonante palatal, incluso sin estar trabada.

- La e, o, y a átonas pueden reducirse a [j̝], [w̝] y completa elisión, respectivamente. Ejemplos; beatitud [bj̝a̠t̪iˈt̪uð̞], línea [ˈlĩnj̝a̠], Mediterráneo [me̞ð̞it̪e̞ˈrã̠nj̝o̞], héroe [ˈe̞ɾw̝e̞], almohada [a̠lmw̝ˈa̠ð̞a̠], ahorita [o̞ˈɾit̪a̠]. En pronunciaciones más cuidadas se realizan; [e̯], [o̯] y [a̯], y se pronunciarían; [be̯a̠t̪iˈt̪uð̞], [ˈlĩne̯a̠], [me̞ð̞it̪e̞ˈrã̠ne̯o̞], [ˈe̞ɾo̯e̞], [a̠lmo̯ˈa̠ð̞a̠] y [a̯o̞ˈɾit̪a̠], respectivamente.

- La i y la u pueden ser las semivocales [i̯] y [u̯] (diptongos decrecientes) o las semiconsonantes [j] y [w] (diptongos crecientes).

- En el español popular de la península ibérica, una vez perdida la aproximante de las terminaciones en -ado, el segmento resultante suele pronunciarse [a̠ʊ̯], con la introducción del alófono [ʊ̯], que puede hacerse [o̯] en pronunciaciones más cuidadas y [u̯] en las más descuidadas.

- En diversos dialectos del español, como los dialectos meridionales de España o los del Caribe, todas las vocales españolas [a̠], [e̞], [i], [o̞], [u] pueden cambiar a [æ̞], [ɛ], [ɪ̝], [ɔ], [ʊ̝]. Esto ocurre cuando las vocales españolas van ante los fonemas; /x/, /s/ y /θ/ (ante /θ/ en Región de Murcia y partes de Andalucía). Los fonemas consonánticos /x/, /s/ y /θ/ resultan enmudecidos o elididos, produciendo una apertura de la vocal. Esto aumenta el sistema de cinco vocales del español a un sistema de diez fonemas vocálicos, únicamente realizados por estos dialectos.

- En algunos lugares de México se pronuncian las vocales átonas de una forma débil, con una vocal neutra, [ə̥], principalmente en contacto con el sonido /s/.[22] Dándose el caso que las palabras pesos, pesas y peces tengan la misma pronunciación [ˈpe̞sə̥s].